# Ryan Nugent-Hopkins
Ryan Jeremy Noel Nugent-Hopkins, född 12 april 1993 i Burnaby, British Columbia, är en kanadensisk professionell ishockeyspelare som spelar för Edmonton Oilers i NHL. Nugent-Hopkins valdes först av alla spelare i NHL-draften 2011 av Edmonton Oilers.

## Spelarkarriär

### NHL

#### Edmonton Oilers
Den 9 oktober 2011 gjorde Nugent-Hopkins sitt första mål i NHL-karriären i sin debutmatch, då hans Edmonton Oilers besegrade Pittsburgh Penguins med 2-1 efter straffläggning. I sin tredje match med Edmonton Oilers, den 15 oktober 2011, gjorde Nugent-Hopkins sitt första hattrick i NHL-karriären. Han erhöll därmed rekordet för snabbaste förstaval att göra hattrick, ett rekord som höll sig fram till säsongen 2016-17 då det övertogs av Auston Matthews som gjorde fyra mål i sin debutmatch. Den 19 november samma år slog Nugent-Hopkins ett nytt NHL-rekord då han var den första 18-åringen att göra fem assist i en och samma mach när Edmonton besegrade Chicago Blackhawks med 9-2. Nugent-Hopkins utnämndes till månadens nykomling två månader i rad, för både oktober och november månad 2011. Han var då den andre spelaren i NHL-historien att uppnå detta, efter att Jevgenij Malkin fått samma utmärkelse 2006. Tillsammans med Gabriel Landeskog och Adam Henrique nominerades Nugent-Hopkins till priset för årets nykomling för säsongen 2011/12, som slutligen vanns av Colorado Avalanches Landeskog.
Inför säsongen 2013-14 utnämndes Nugent-Hopkins till assisterande lagkapten.
Från och med säsongen 2017/18 har Nugent-Hopkins kommit att allt oftare spela som vänsterforward istället för center. 

### Internationellt
Tillsammans med sina lagkamrater Connor McDavid och Darnell Nurse representerade Nugent-Hopkins Kanada i VM i Danmark 2018. Kanada kom på fjärde plats efter att ha besegrats av Schweiz i semifinalsrundan.

## Statistik

### Klubbkarriär
| 2008–09    | Vancouver NW Giants  | BC MML     | 36  | 40  | 47  | 87  | 78  | 5  | 5 | 5  | 10 | 4 |
|            | Red Deer Rebels      | WHL        | 5   | 2   | 4   | 6   | 0   | —  | — | —  | —  | — |
| 2009–10    | Red Deer Rebels      | WHL        | 67  | 24  | 41  | 65  | 28  | 4  | 0 | 2  | 2  | 0 |
| 2010–11    | Red Deer Rebels      | WHL        | 69  | 31  | 75  | 106 | 51  | 9  | 4 | 7  | 11 | 6 |
| 2011–12    | Edmonton Oilers      | NHL        | 62  | 18  | 34  | 52  | 16  | —  | — | —  | —  | — |
| 2012–13    | Edmonton Oilers      | NHL        | 40  | 4   | 20  | 24  | 8   | —  | — | —  | —  | — |
|            | Oklahoma City Barons | AHL        | 19  | 8   | 12  | 20  | 6   | —  | — | —  | —  | — |
| 2013–14    | Edmonton Oilers      | NHL        | 80  | 19  | 37  | 56  | 26  | —  | — | —  | —  | — |
| 2014–15    | Edmonton Oilers      | NHL        | 76  | 24  | 32  | 56  | 25  | —  | — | —  | —  | — |
| 2015–16    | Edmonton Oilers      | NHL        | 55  | 12  | 22  | 34  | 18  | —  | — | —  | —  | — |
| 2016–17    | Edmonton Oilers      | NHL        | 82  | 18  | 25  | 43  | 29  | 13 | 0 | 4  | 4  | 2 |
| 2017–18    | Edmonton Oilers      | NHL        | 62  | 24  | 24  | 48  | 20  | —  | — | —  | —  | — |
| 2018–19    | Edmonton Oilers      | NHL        | 82  | 28  | 41  | 69  | 26  | —  | — | —  | —  | — |
| 2019–20    | Edmonton Oilers      | NHL        | 65  | 22  | 39  | 61  | 33  | 4  | 2 | 6  | 8  | 0 |
| NHL totalt | NHL totalt           | NHL totalt | 604 | 169 | 274 | 443 | 201 | 17 | 2 | 10 | 12 | 2 |
| WHL totalt | WHL totalt           | WHL totalt | 141 | 57  | 120 | 177 | 79  | 13 | 4 | 9  | 13 | 6 |